# UTC−11:00
| Južni poletni/severni standardni čas Morska območja | Severni poletni/južni standardni čas Standardni čas vse leto |

UTC−11:00 je časovni pas z zamikom −11 ur glede na univerzalni koordinirani čas (UTC). Ta čas se uporablja na naslednjih ozemljih (stanje v začetku leta 2016):

## Kot standardni čas (vse leto)

### Oceanija
- Nova Zelandija:
  - Niue
- Združene države Amerike:
  -  Ameriška Samoa
  - Nekaj otokov v Tihem oceanu brez stalne naselitve: atol Palmyra, Jarvisov otok in Midwayski atol